# Сасари (провинция)
Сасари (на италиански: Provincia di Sassari) е провинция на остров Сардиния.
Има площ 7692 km² и население 491 571 души (2019). Административен център е град Сасари.

## Административно деление
Провинцията се състои от 92 общини:
- Сасари
- Аджус
- Ала дей Сарди
- Алгеро
- Алиенту
- Анела
- Ардара
- Арцакена
- Бадези
- Банари
- Бенетути
- Беркида
- Бесуде
- Бонанаро
- Боно
- Бонорва
- Бортиджадас
- Борута
- Ботида
- Будони
- Будузо
- Бултеи
- Булци
- Бургос
- Валедория
- Видалба
- Виланова Монтелеоне
- Голфо Аранчи
- Джаве
- Ерула
- Еспорлату
- Илорай
- Итиреду
- Итири
- Каланджанус
- Карджеге
- Кастелсардо
- Керемуле
- Киарамонти
- Кодронджанос
- Косоине
- Ла Мадалена
- Лаеру
- Лойри Порто Сан Паоло
- Луогосанто
- Лурас
- Мара
- Мартис
- Монтелеоне Рока Дория
- Монти
- Морес
- Мурос
- Нугеду Сан Николо
- Нулви
- Нуле
- Озило
- Олбия
- Олмедо
- Оси
- Оскири
- Оциери
- Падрия
- Падру
- Палау
- Патада
- Перфугас
- Плоаге
- Порто Торес
- Поцомаджоре
- Путифигари
- Романа
- Сан Теодоро
- Сант'Антонио ди Галура
- Санта Мария Когинас
- Санта Тереза Галура
- Седини
- Семестене
- Сенори
- Силиго
- Сорсо
- Стинтино
- Телти
- Темпио Паузания
- Тергу
- Тиези
- Тиси
- Торалба
- Тринита д'Агулту и Виньола
- Тула
- Узини
- Ури
- Флоринас